# Copa de España veldrijden 2020
De Copa de España veldrijden 2020 is de vijfde editie van de Spaanse Beker Veldrijden. Het regelmatigheidscriterium van de Koninklijke Spaanse Wielerbond omvatte drie wedstrijden.

## Podia
| Categorie     | Winnaar        | Tweede       | Derde               |
| ------------- | -------------- | ------------ | ------------------- |
| Mannen elite  | Felipe Orts    | Kevin Suárez | Mario Junquera      |
| Vrouwen elite | Lucía González | Aida Nuño    | Sara Bonillo Talens |

## Wedstrijdschema
| Nr | Datum      | Cross         | Winnaar     | Leider      | Winnares       | Leidster       |
| -- | ---------- | ------------- | ----------- | ----------- | -------------- | -------------- |
| 1  | 11-10-2020 | Sueca         | Felipe Orts | Felipe Orts | Lucía González | Lucía González |
| 2  | 12-12-2020 | Xàtiva        | Felipe Orts | Felipe Orts | Lucía González | Lucía González |
| 3  | 13-12-2020 | Stad Valencia | Felipe Orts | Felipe Orts | Lucía González | Lucía González |

## Eindstand

### Mannen elite
| Pos. | Renner                       | Ploeg                      | SUE | XAT | VAL | Punten |
| ---- | ---------------------------- | -------------------------- | --- | --- | --- | ------ |
| 1    | Felipe Orts                  | Teika UCI Team             | 1   | 1   | 1   | 75     |
| 2    | Kevin Suárez Fernández       | Nesta-Skoda Alecar CX Team | 3   | 2   | 2   | 56     |
| 3    | Mario Junquera (O23)         | Arrueda Cyclocross Team    | 4   | 5   | 8   | 34     |
| 4    | David Menut                  | -                          | -   | 3   | 4   | 30     |
| 5    | Gonzalo Inguanzo Macho (O23) | Baque Team                 | 5   | 8   | 6   | 30     |
| 6    | Mattéo Vercher (O23)         | -                          | -   | 7   | 3   | 25     |
| 7    | Luke Verburg                 | -                          | -   | 4   | 9   | 21     |
| 8    | Iván Feijoo (O23)            | Nesta Skoda Alecar CX Team | 2   | -   | -   | 20     |
| 9    | Valentin Guillaud            | -                          | -   | 9   | 5   | 19     |
| 10   | Quentin Navarro              | -                          | -   | 6   | 10  | 16     |
| 11   | Joris Delbove                | -                          | -   | 12  | 7   | 13     |

| Legenda | Legenda | Legenda | Legenda  | Legenda  | Legenda         | Legenda              |
| ------- | ------- | ------- | -------- | -------- | --------------- | -------------------- |
| 1e plek | 2e plek | 3e plek | 4 t/m 25 | afgelast | niet uitgereden | - (niet deelgenomen) |

### Vrouwen elite
| Pos. | Renner                      | Ploeg                           | SUE | XAT | VAL | Punten |
| ---- | --------------------------- | ------------------------------- | --- | --- | --- | ------ |
| 1    | Lucía González              | Bizkaia-Durango                 | 1   | 1   | 1   | 75     |
| 2    | Aida Nuño                   | Rio Miera-Cantabria Deporte     | 3   | 3   | 2   | 52     |
| 3    | Sara Bonillo Talens (O23)   | Teika UCI Team                  | 4   | 5   | 6   | 36     |
| 4    | Marlène Morel-Petitgirard   | -                               | -   | 4   | 3   | 30     |
| 5    | Paula Suarez Chasco (O23)   | Laboral Kutxa-Fundacion Euskadi | 8   | 9   | 4   | 29     |
| 6    | Sandra Alonso (O23)         | Cronos-Casa Dorada Women Cycli  | 2   | -   | 7   | 29     |
| 7    | Lauriane Duraffourg (O23)   | -                               | -   | 2   | 9   | 27     |
| 8    | Sofia Rodriguez Revert      | -                               | -   | 7   | 5   | 21     |
| 9    | Irene Trabazo Bragado (O23) | C.C. XSM                        | 5   | 11  | 12  | 21     |
| 10   | Laura Porhel (O23)          | -                               | -   | 6   | 10  | 16     |

## Puntenverdeling per wedstrijd
De rijders verdienden punten aan de hand van de volgende tabel.
| Positie | 1  | 2  | 3  | 4  | 5  | 6  | 7 | 8 | 9 | 10 | 11 | 12 | 13 | 14 | 15 | telt niet |
| Punten  | 25 | 20 | 16 | 14 | 12 | 10 | 9 | 8 | 7 | 6  | 5  | 4  | 3  | 2  | 1  | 0         |

Kampioenschappen:  Wereldkampioenschappen ·
 Europese kampioenschappen ·
 Belgische kampioenschappen ·
 Nederlandse kampioenschappen
Klassementen:  Wereldbeker ·
 Superprestige ·
 X²O Badkamers Trofee ·
 EKZ CrossTour ·
 TOI TOI Cup ·
 Coupe de France ·
 Copa de España
Overig:  Ethias Cross
Geen UCI-cat.:  Giro d'Italia Ciclocross
2016 · 2017 · 2018 · 2019 · 2020 · 2021 · 2022 · 2023 · 2024